# Adelina Zendejas Gómez
Adelina Zendejas Gómez (Toluca; 16 de diciembre de 1909 - Ciudad de México; 4 de marzo de 1993) fue una maestra, periodista y activista mexicana. Fue una de las primeras investigadoras que rescatan el papel de las mujeres en la historia y recibió el Premio Nacional de Periodismo en 1988. Su epitafio, redactado por ella misma, resume su vida y su obra: «Luchadora incansable por los derechos de la mujer y del niño. Mujer revolucionaria y convicta del materialismo dialéctico».

## Biografía
Hija de Carmen Gómez Romero y Manuel Zendejas Martínez, Adelina asistió a la escuela y terminó el bachiller con lo que pudo ejercer como maestra, en una época en que las mujeres estudiantes eran minoría. Fue parte de las primeras 100 mujeres que ingresaron en el bachillerato en México. A los 19 años, ingresó a la Facultad de Filosofía y Letras de la Universidad Nacional Autónoma de México (UNAM), donde alcanzó el grado de Doctora en Filosofía.
Desempeñó diversos cargos públicos, entre ellos la dirección de la Escuela Taller para Obreros. Fue delegada en la Primera Conferencia Mundial de Trabajadores y coordinó a varias instituciones con motivo del Año Internacional de la Mujer en 1975. 
Fue cofundadora del Frente Único Pro Derechos de la Mujer, a través del cual dedicó su vida luchar para que las mujeres mexicanas tuvieran derecho al voto y con ello ejercieran la ciudadanía. Fue fundadora y presidenta del Instituto de la Amistad e Intercambio Cultural de la Unión Soviética de 1964 a 1974.

## Trabajo periodístico
A los 19 años, cuando ingresó a estudiar filosofía, también inició su carrera como periodista en El Universal gráfico, profesión que desempeñó hasta su muerte.
En el periodismo, Adelina Zendejas trató los temas de la educación, los derechos de la mujer, de niñas y niños. Colaboró con varios periódicos mexicanos, como El Universal Gráfico, El Nacional, El Universal, Excélsior y El Día.
En 1956 fundó dos revistas: Magisterio y La Maestra. En 1976 creó en el periódico El Día la columna "Ellas y la vida", en donde, bajo el seudónimo de Yolia escribió sobre la condición social de las mujeres y la desigualdad de género. Fue comentarista en el noticiario "Enlace" de Canal 11 (1981) y redactora de la columna "Binomio" en Excélsior (1983).
Acompañó el nacimiento de "La Triple Jornada" y "Doble Jornada", primer suplemento feminista de ámbito nacional en México que arrancó en 1987 encartado en uno de los periódicos de izquierda del país: La Jornada.

## Premios
- En 1975, recibió la Medalla de Veteranas de la Unión de Sociedades de Amistad e Intercambio Cultural con los pueblos de la URSS.
- En 1988, recibió el Premio Nacional de Periodismo, tras 60 años de ejercer la profesión.

## Publicaciones
- La mujer en la Intervención Francesa 1962
- Frida Kahlo en la preparatoria
- Las luchas de la mujer mexicana (de 1776 a 1976)
- La guerra: delincuencia infantil y juvenil
- La crisis de la educación en México